# A. Regina
Die A. Regina war ein Fährschiff, das 1967 als Stena Germanica für die schwedische Stena Line in Dienst gestellt wurde und als erstes Schiff dieses Namens auf der Route Kiel – Göteborg im Einsatz war. Das zuletzt zwischen den Inseln Puerto Ricos eingesetzte Schiff lief am 15. Februar 1985 vor der Insel Mona auf Grund und musste aufgegeben werden. Das Wrack der A. Regina wurde 1989 verschrottet.

## Geschichte
Die Stena Germanica wurde unter der Baunummer 54 in der Langesund mekaniske verksted in Langesund und am 7. Februar 1966 vom Stapel gelassen. Nach der Übernahme durch die Stena Line am 15. April 1967 wurde das Schiff am 24. April 1967 auf der Strecke von Göteborg nach Kiel in Dienst gestellt.
Noch im selben Jahr wechselte die Stena Germanica auf die Strecke von Göteborg nach Frederikshavn, ehe sie im November 1967 an CNAN verchartert und zwischen Marseille und Algier eingesetzt wurde. Am 12. Dezember 1967 kehrte das Schiff in den Dienst für die Stena Line zwischen Göteborg und Kiel zurück.
Im Februar 1968 erhielt die Stena Germanica bei einem Umbau in Sölvesborg zusätzliche Kabinen. In den folgenden Jahren wurde das Schiff auf wechselnden Routen eingesetzt.
Im Sommer 1972 fuhr sie zwischen Kiel und Korsör, im folgenden Jahr zwischen Stockholm und Mariehamn, bevor sie im April 1974 wieder auf die Route Göteborg–Kiel zurückkehrte. In den nächsten beiden Jahren fuhr sie auf den Strecken Göteborg–Kiel–Korsör und Göteborg–Frederikshavn, übernahm ab 1975 aber auch Charterfahrten, unter anderem für B&I Line zwischen Swansea und Cork.
Von Oktober bis Dezember 1975 lag es als Hotelschiff im Hafen von Stavanger.
Von Juni bis November 1976 charterte die in Algier ansässige Entreprise Nationale de Transport Maritime des Voyageurs (E.N.T.M.V.) die Stena Germanica, um sie erneut zwischen Marseille und Algier einzusetzen. Nach Auslaufen der Charter kehrte das Schiff nach Göteborg zurück, wo es aufgelegt wurde.
1978 wurde die Stena Germanica an die British and Irish Steam Packet Company (B+I Line) verchartert und zwischen Cork und Swansea eingesetzt, ehe sie ab Mai 1978 von Royal Dutch Shell U.K. Exploration & Production Division als Transport- und Wohnschiff genutzt wurde. Für diesen Zweck wurde am Heck des Schiffes eine Plattform für Helikopter befestigt, die später wieder entfernt werden konnte. Im Oktober 1978 wurde das Schiff von Chevron Corporation für denselben Zweck genutzt, ehe es am 21. Dezember 1978 wieder in den Liniendienst von Göteborg nach Kiel zurückkehrte.
Im Februar 1979 wurde die Stena Germanica an die französische-italienische Reederei Corsica Ferries verkauft und in A. Regina umbenannt. Ab April 1979 war das nun in Panama registrierte Schiff zwischen Sanremo, Ajaccio, Tunis, Valletta, Taormina, Capri und Bastia im Einsatz. Obwohl die A. Regina weiterhin Fahrzeuge transportierte wurden diese Reisen unter dem Namen „Sea Club“ als Kreuzfahrten vermarktet.
1984 wurde das Schiff als schwimmendes Casino im Hafen von Bastia genutzt, ehe es im Oktober 1984 an Dominican Feries verchartert und zwischen Mayagüez und San Pedro de Macorís eingesetzt wurde.
Am 15. Februar 1985 lief die A. Regina während einer weiteren Überfahrt von Mayaguez nach San Pedro de Macoris vor der unbewohnten Mona Island, 40 Meilen westlich Puerto Rico auf Grund und versank teilweise. Das Schiff wurde als Totalschaden abgeschrieben und lag noch weitere vier Jahre lang als Wrack vor der Insel, ehe es 1989 vor Ort durch Titan Maritime Industries abgewrackt wurde.

## Schwesterschiff
Das Schwesterschiff der A. Regina war die ebenfalls 1967 in Dienst gestellte Stena Britannica, die zuletzt als Sardegna Bella im Einsatz war und 2001 in der Türkei abgewrackt wurde.